# Odpust na świętego Jorgena
Odpust na świętego Jorgena (ros. Праздник святого Иоргена) – radziecki film komediowy z 1930 roku w reżyserii Jakowa Protazanowa oparty na podstawie powieści duńskiego pisarza Haralda Bergstedta.

## Obsada
- Igor Iljinski
- Anatolij Ktorow